# Mirbachplatz
Der Mirbachplatz ist ein Platz im Ortsteil Weißensee im Berliner Bezirk Pankow. Er trägt seinen Namen seit 1902. Vorher hieß er Cuxhavener Platz.

## Lage
Der Platz liegt im Gründerviertel – ein Gebiet in Berlin-Weißensee, dessen Straßen und Plätze nach Personen benannt sind, die sich um die Entwicklung und den Ausbau von Weißensee während der Gründerzeit verdient gemacht haben.
Der Platz befindet sich im Kreuzungspunkt der Pistoriusstraße mit der Schönstraße, der Gäblerstraße, der Behaimstraße und der Max-Steinke-Straße. Er wurde 1875 der öffentlichen Nutzung übergeben. Eine großzügige Grünfläche umgibt das im Zentrum stehende Kirchengebäude, das als Ruine erhalten ist.

## Namensherkunft und Bauten am und auf dem Platz

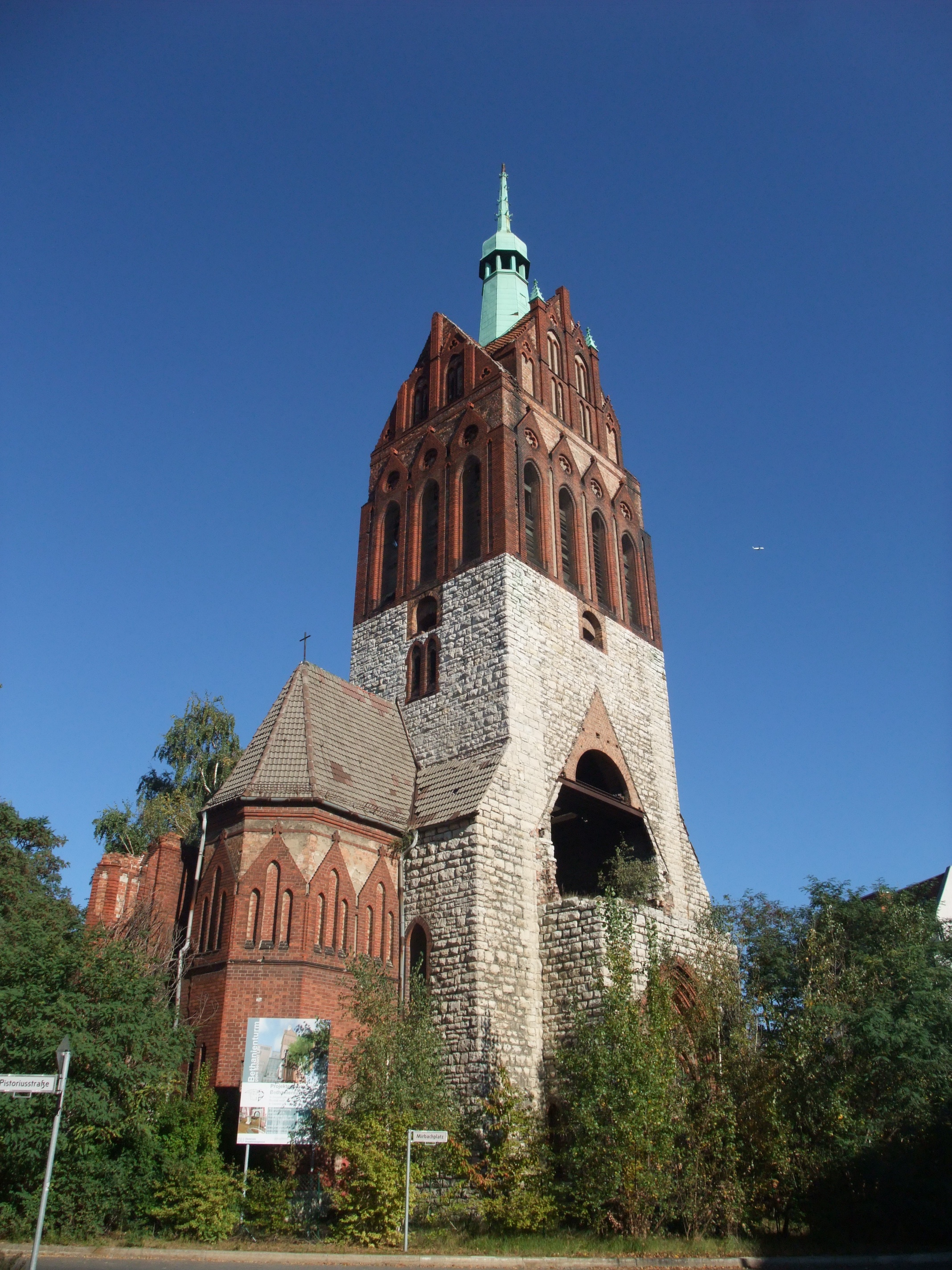
Bethanienkirche

Der Kaufmann Johann Eduard Langhans, welcher aus Hamburg stammte, einer der wesentlichen Gründer des Vorwerks Weißensee war und sich für eine rasche Entwicklung des Weißenseer Gebiets einsetzte, benannte diesen Platz zu Ehren des zukünftigen Seehafens Cuxhaven.
Die evangelische Gemeinde in Neu-Weißensee wollte zur Jahrhundertwende wegen der stark gestiegenen Einwohnerzahl ein neues Gotteshaus, die Bethanienkirche, errichten. Zur damaligen Zeit war Ernst Freiherr von Mirbach (1844–1925) Mitglied des General-Synodalrates der evangelischen Kirche. Er war ein großer Unterstützer der Kirche und ließ mit moralischer und materieller Unterstützung der Kaiserin Auguste Victoria mehr als 300 Kirchen erbauen.
Im Jahre 1890 wandte sich der Gemeindevorsteher Feldtmann an ihn, um finanzielle Unterstützung für den Kirchenbau, welcher auf dem Cuxhavener Platz errichtet werden sollte, zu bekommen. 
Als 1902 das Richtfest der Bethanienkirche begangen wurde, wurde der Platz in Mirbachplatz umbenannt. Zusätzlich entstand am Platz das kirchliche Gemeindehaus, ebenfalls nach Plänen und unter Leitung der Architekten Moritz & Welz, wie schon der Kirchenbau. Der denkmalgeschützte zweigeschossige Putzbau mit Klinkergliederung ist mittels eines spitzbogigen Torbogens direkt mit der Kirche verbunden.
Die Kirche steht seit Anfang des 21. Jahrhunderts leer und wird zu einem Wohnensemble umgebaut.